# World Ski Awards
World Ski Awards so najvišje možne nagrade v smučarski industriji in turizmu, ki se od leta 2013 naprej podeljujejo enkrat v novembru.
Smučarski turizem je zavzema pomemben segment potovanj znotraj celotnega svetovnega turizma. Približno 350 milijonov smučarjev vsako leto obišče več kot 2500 smučarskih središč po svetu.

## Seznam svetovnih nagrad

### Glavne kategorije
| Leto | Najboljše smučišče | Najboljši smučarski hotel                          | Najboljši butični hotel         | Najboljša koča                          |
| ---- | ------------------ | -------------------------------------------------- | ------------------------------- | --------------------------------------- |
| 2013 | Val Thorens        | Ritz-Carlton Bachelor Gulch Beaver Creek, Colorado | Aurelio Lech Lech, Predarlska   | Bighorn Revelstoke, Britanska Kolumbija |
| 2014 | Val Thorens        | Stein Eriksen Lodge Deer Valley, Utah              | The Vale Niseko Niseko, Hokaido | Bighorn Revelstoke, Britanska Kolumbija |
| 2015 | Kitzbühel          | Stein Eriksen Lodge Deer Valley, Utah              | The Vale Niseko Niseko, Hokaido | Bighorn Revelstoke, Britanska Kolumbija |
| 2016 | Val Thorens        | W Verbier Verbier, Valais                          | The Vale Niseko Niseko, Hokaido | Bighorn Revelstoke, Britanska Kolumbija |
| 2017 | Val Thorens        | W Verbier Verbier, Valais                          | The Vale Niseko Niseko, Hokaido | Chalet Les Anges Zermatt, Valais        |
| 2018 | Val Thorens        | W Verbier Verbier, Valais                          | Aurelio Lech Lech, Predarlska   | Chalet Les Anges Zermatt, Valais        |
| 2019 | Val Thorens        | W Verbier Verbier, Valais                          | The Vale Niseko Niseko, Hokaido | Chalet Les Anges Zermatt, Valais        |
| 2020 | Val Thorens        | W Verbier Verbier, Valais                          | Aurelio Lech Lech, Predarlska   | Chalet Zermatt Peak Zermatt, Valais     |

### Posebna kategorija
- Nagrada za izreden prispevek v smučarskem turizmu

### Preostale kategorije
- Najboljši smučarski upravljavec sveta
- Najboljša smučarska potovalna agencija
- World’s Best Ski Transfer Operator
- Najboljše smučarsko letovišče na svetu
- Najboljše letovišče prostega sloga na svetu
- Najboljše indoor smučišče na svetu
- Najboljši smučarski heliport upravljavec sveta
- Najboljši novi smučarski hotel na svetu
- Najboljša nova smučarska koča na svetu
- Najboljši zeleni hotel smučarski hotel sveta

## Slovenija
| Leto | Najboljše smučišče | Najboljši smučarski hotel   | Najboljši butični hotel                  | Najboljša koča                             |
| ---- | ------------------ | --------------------------- | ---------------------------------------- | ------------------------------------------ |
| 2013 | Kranjska Gora      | Ramada Resort Kranjska Gora | Hotel Krvavec Cerklje na Gorenjskem      |                                            |
| 2014 | Kranjska Gora      | Ramada Resort Kranjska Gora | Šport Hotel Pokljuka Rudno polje, Bohinj | Ribniška koča Frajhajm, Ribnica na Pohorju |
| 2015 | Kranjska Gora      | Ramada Resort Kranjska Gora | Skipass Hotel Kranjska Gora              | Ribniška koča Frajhajm, Ribnica na Pohorju |
| 2016 | Krvavec            | Ramada Resort Kranjska Gora | Hotel Krvavec Cerklje na Gorenjskem      | Ruška koča Frajhajm, Slovenska Bistrica    |
| 2017 | Krvavec            | Ramada Resort Kranjska Gora | Skipass Hotel Kranjska Gora              | Chalet Planina Bohinjska Bistrica, Bohinj  |
| 2018 | Krvavec            | Ramada Resort Kranjska Gora | Skipass Hotel Kranjska Gora              | Chalet Planina Bohinjska Bistrica, Bohinj  |
| 2019 | Krvavec            | Ramada Resort Kranjska Gora | Skipass Hotel Kranjska Gora              | Chalet Planina Bohinjska Bistrica, Bohinj  |
| 2020 | Krvavec            | Hotel Golte Golte, Mozirje  | Hotel Krvavec Cerklje na Gorenjskem      | Koča Trije ploti Radegunda, Mozirje        |